# Dolly de Leon
Dolly Earnshaw de Leon (n. 12 aprilie 1969, Manila, Filipine) este o actriță filipineză. Cunoscută în primul rând pentru activitatea ei în filme independente și teatru, ea a primit numeroase premii, inclusiv FAMAS Award, Guldbagge Award și Los Angeles Film Critics Association Award, pe lângă nominalizări la Globul de Aur și un premiu BAFTA. British Vogue a numit-o una dintre cele mai cunoscute 30 de vedete din lume în 2023.